# 莱芒湖大区
莱芒湖大区（德語：Genferseeregion）是瑞士联邦的七个大区之一，临近萊芒湖。根据瑞士联邦统计署的定义，莱芒湖大区由位于瑞士的三个联邦州组成：沃州、瓦莱州和日内瓦州。
在欧盟设立的地域统计单位命名法中，莱芒湖大区的范围与联邦统计署定义相同，为第二等级区划。